# Impatiens latipetala
Impatiens latipetala är en balsaminväxtart som beskrevs av S.H.Huang. Impatiens latipetala ingår i släktet balsaminer, och familjen balsaminväxter. Inga underarter finns listade i Catalogue of Life.